# Ủy ban Olympic Cuba
Ủy ban Olympic Cuba (mã IOC: CUB, tiếng Tây Ban Nha: Comité Olímpico Cubano) là một trong 204 tổ chức thể thao quốc gia thuộc Phong trào Olympic và cũng là Ủy ban Olympic quốc gia đại diện cho Cuba. Nó được Ủy ban Olympic Quốc tế công nhận vào năm 1955.

## Lịch sử
Cuba đã tham gia Thế vận hội Mùa hè 1900 tại Paris với sự góp mặt của vận động viên đấu kiếm Ramón Fonst. Năm 1914, một người Canada là Dick Grant đề xuất với Chủ tịch Cuba Mario García Menocal về khả năng nước này có thể đủ tiềm lực tổ chức Thế vận hội Mùa hè lần thứ VII. Mặc dù bị từ chối, Dick vẫn đã thông báo yêu cầu trên với chủ tịch của IOC thời điểm đó, ông Pierre de Coubertin, rằng đây sẽ là lời đề nghị đầu tiên từ một quốc gia Trung Mỹ về việc tổ chức một kỳ Thế vận hội.
Từ năm 1926 đến năm 1935, và nhờ các sáng kiến của ông Dick và Bá tước Henry de Baillet Latour, nền tảng của một Ủy ban Olympic Quốc gia của Cuba bắt đầu được hình thành, dù vậy sự hỗ trợ về kinh phí của chính phủ lúc đó là rất khan hiếm. Dù vậy vào ngày 21 tháng 8 năm 1937, Ủy ban Olympic Cuba chính thức được thành lập bởi Hội đồng thể thao Quốc gia; và theo Nghị định Luật 1509, việc tổ chức và tham gia của các vận động viên trong các sự kiện thể thao nhiều môn bắt đầu trở nên lâu dài và ổn định hơn.